# Pedro Barceló (baterista)
Pedro Barceló (Formentera del Segura, Alicante, 7 de octubre de 1959) es un baterista español.

## Biografía
Pedro Barceló nace el 7 de octubre de 1959 en Formentera del Segura, Alicante. Con diez años empieza a tocar la batería haciendo cameos con los Ford kafres donde acabó siendo el batería oficial con trece años. Más tarde el grupo se transformó en Los Cobra, acercándose más al rock. A los quince años la familia se traslada a Alicante y alterna el bachillerato con los estudios de solfeo, canto y percusión que comenzó en el Conservatorio de Murcia y que continuó en el Conservatorio Óscar Esplá de Alicante.
En 1976 forma parte del grupo Costablanca, llegando a publicar un disco, Viaje a Prantia. El grupo se disuelve años más tarde y Pedro vive un cambio personal trabajando con varias orquestas y en diferentes grupos y en el mítico New Look de Benidorm. En 1987 es fichado por el mánager Paco Carrillo y se traslada a Madrid para dar un giro a su carrera musical.
A partir de 1991 comienza a trabajar como músico de sesión girando y grabando para una gran variedad de grupos y artistas (de rock, jazz, pop flamenco...) como Joaquín Sabina, Ketama, Pasión Vega, Niña Pastori, La Barbería del Sur, Inma Serrano, Presuntos implicados, Diego Vasallo, Tomatito, El Potito, Ana Belén, Víctor Manuel, Alba Molina, Kiko Veneno, Concha Buika, Bebe, Jarabe de Palo, Esclarecidos, Javier Vargas, Antonio Serrano, Chano Domínguez, Gilbert O'Sullivan, Leiva, Dani Martín, Fito Páez, Charly García, Xoel Pérez, Armando Manzanero, Jorge Pardo, Miguel Ríos o Pedro Guerra entre otros.
Ha girado desde 1991 hasta hoy recorriendo España, Latinoamérica, EE. UU. y Europa.
En 1994 produce el disco de Víctor Coyote Lo bueno dentro que fue grabado en São Paulo y Madrid.
En 1998 se casa con la famosa actriz Laura Pamplona de Aquí no hay quien viva. Y en ese mismo año tienen un niño llamado Saúl. En 2006 adoptaron una niña llamada Momó.
En 2005 escribe un libro titulado Historias de un batería en el que cuenta su experiencia como batería en la música a través de recuerdos y experiencias vividas a lo largo de su dilatada carrera musical.
En 2007 y  2012 acompaña a los artistas Joaquín Sabina y Joan Manuel Serrat en su gira Dos pájaros de un tiro.
El 2012 es el año donde se graba el segundo trabajo de Sweet Wasabi: Slim Gurú. Este segundo trabajo está lleno de colaboraciones, influencias y la experiencia de tocar dos baterías en mucho de los tracks. El primer trabajo del grupo salió en el 2009, Área de Servicio, y marco en cierto modo el sello del grupo: Recorrer muchos estilos para recuperar el gusto por las buenas canciones.
Desde el año 2000 ha desarrollado una actividad docente paralela impartiendo máster clases y cursos intensivos o encuentros por toda España. Ha colaborado con revistas especializadas como Todo Percusión y fue elegido mejor batería de estudio dos años consecutivos (2002-2003) por la revista Batería Total. 
En el 2011 realizó una gira de cursos junto a Yamaha que llamó "I'ts only music but I liked", donde trató de resaltar la importancia de la sencillez, la musicalidad y la creatividad, así como acercar al batería al difícil arte de acompañar una canción.
Interesado en la neurociencia, física, psicología, filosofía y espiritualidad encontró un motivo para, durante el 2014, 15, 16, 17 desarrollar un nuevo método de trabajo para baterías llamado Drums & Voice. Un método que se basa en juegos melódicos y mecánicos con la intención de desarrollar la creatividad, la musicalidad, la intuición y así trabajar todo el potencial de nuestro cerebro en unidad.
En el 2017 vuelve a girar con Joaquín Sabina en el tour "Lo niego Todo".
Sweet Wasabi sigue evolucionando para convertirse en Sweet Wasabi "Drums & Voice", voz y batería, para adentrarse en el mundo de la electro-acústica.
A finales del 2018 Sweet Wasabi se convierte en un trío al sumarse Saúl Barceló, hijo de ambos. La música del grupo sigue adentrándose en los sonidos electrónicos y arreglos con influencias de las bandas sonoras. 
A finales del 2019 Serrat y Sabina preparan su tercera entrega de "Dos pájaros de un tiro" y vuelven a contar con Barceló, para girar juntos en su tour "No hay dos sin tres".
En 2019, de esta unión, nace "Re-born at home", un proyecto totalmente familiar e independiente, que adquiere fuerza y sentido gracias a las circunstancias que el confinamiento obliga a trabajar en profundidad. A nivel personal es una transformación tanto a nivel humano como de jerarquías familiares que propicia la creación de un nuevo universo hasta ese momento desconocido.
En 2023 vuelve de nuevo con Sabina con su gira "Contra todo pronóstico". Recorre Latinoamérica, México, España y EE. UU.
Acabando la gira sale a la luz el nuevo proyecto Helium-3, fruto del trabajo de los últimos cinco años.
Helium-3 lo forman Laura Pamplona, Saúl Barceló y Pedro Barceló. Música que une la emoción y la narrativa cinematográfica con sonoridades electrónicas.